# National Association Football League 1895
La National Association Football League 1895 fue la 1ª edición del torneo. El campeón de la competición fue el Bayonne Centerville.

## Tabla de posiciones
|  |    | Equipo                  | PJ | G | E | P | Pts |
|  | -- | ----------------------- | -- | - | - | - | --- |
|  | 1. | Bayonne Centerville (C) | 12 | 9 | 2 | 1 | 20  |
|  | 2. | Kearny Scots            | 11 | 6 | 1 | 4 | 13  |
|  | 3. | Brooklyn Wanderers      | 12 | 5 | 1 | 6 | 11  |
|  | 4. | Americus A. A.          | 10 | 2 | 1 | 7 | 5   |
|  | 5. | New Rochelle FC         | -  | - | - | - | -   |

PJ = Partidos Jugados; G = Partidos Ganados; E = Partidos Empatados; P = Partidos Perdidos; Pts = Puntos
| Bandera de Estados Unidos             |
| Campeón Bayonne Centerville 1º título |